# Sarraziet
Sarraziet é uma comuna francesa na região administrativa da Nova Aquitânia, no departamento Landes. Estende-se por uma área de 7 km². Em 2010 a comuna tinha 245 habitantes (densidade: 35 hab./km²).